# Campeonato Brasileiro de Futebol Feminino Sub-17 de 2022
O Campeonato Brasileiro Feminino Sub-17 de 2022 foi a quarta edição desta competição futebolística de categoria de base da modalidade feminina organizada pela Confederação Brasileira de Futebol (CBF), a primeira após a reformulação nas faixas etárias das competições de base feminina promovida pela entidade.
Foi disputada por doze agremiações entre os dias 13 de abril e 1 de maio. Internacional e Santos protagonizaram a decisão, Na ocasião, o Internacional venceu pelo placar agregado de 3–1 e conquistou o bicampeonato da competição.
O técnico do Internacional, David da Silva, elogiou o adversário e o trabalho do clube em formar atletas. Já a meia-campista Berchon, responsável pelos dois gols do clube na finalíssima, lembrou do revés na final do ano anterior e exaltou a conquista como "gratificante".

## Formato e participantes
Para este ano, entrou em vigor a reformulação promovida pela CBF nas faixas etárias das competições de base feminina com o intuito de possibilitar a continuidade do processo de formação e desenvolvimento das jogadoras. O regulamento e a tabela detalhada foram divulgados no dia 25 de março. O formato da primeira fase permaneceu o mesmo, com as doze agremiações divididas em três grupos, pelos quais os integrantes disputaram jogos de turno único contra os adversários do próprio chaveamento. Os líderes e o melhor segundo colocado se classificaram para as fases eliminatórias, disputadas em dois jogos ao invés de um. Os doze participantes desta edição foram:
| Federação                                            | Participantes    | Participações | Títulos  |
| ---------------------------------------------------- | ---------------- | ------------- | -------- |
| Distrito Federal                                     | CRESSPOM         | —             | —        |
| Distrito Federal                                     | Minas Brasília   | 2             | —        |
| Minas Gerais                                         | Atlético Mineiro | —             | —        |
| Pará                                                 | ESMAC            | 1             | —        |
| Rio de Janeiro \|style="text-align: left;"\|Flamengo | 1                | —             |          |
| Rio Grande do Sul                                    | Grêmio           | 3             | —        |
| Rio Grande do Sul                                    | Internacional    | 3             | 1 (2020) |
| São Paulo                                            | Corinthians      | 2             | 1 (2021) |
| São Paulo                                            | Ferroviária      | 3             | —        |
| São Paulo                                            | Santos           | 3             | —        |
| São Paulo                                            | São José-SP      | 2             | —        |
| São Paulo                                            | São Paulo        | 3             | 1 (2019) |

## Resultados
Os resultados das partidas da competição estão apresentados nos chaveamentos abaixo. A primeira fase foi disputada por pontos corridos, com os seguintes critérios de desempates sendo adotados em caso de igualdades: número de vitórias, saldo de gols, número de gols marcados, número de cartões vermelhos recebidos, número cartões amarelos recebidos e sorteio. Por outro lado, as fases eliminatórias consistiram de partidas de ida e volta.

### Fases finais
|  | Semifinais    | Semifinais    | Semifinais | Semifinais |   |        | Final | Final | Final | Final |
|  |               |               |            |            |   |        |       |       |       |       |
|  | Grêmio        | 1             | 2          | 3          |   |        |       |       |       |       |
|  | Santos        | 4             | 3          | 7          |   |        |       |       |       |       |
|  | Santos        | 4             | 3          | 7          |   | Santos | 0     | 1     | 1     |       |
|  |               |               |            |            |   | Santos | 0     | 1     | 1     |       |
|  |               | Internacional | 1          | 2          | 3 |        |       |       |       |       |
|  | São Paulo     | Internacional | 1          | 2          | 3 | 0      | 0     | 0     |       |       |
|  | São Paulo     |               |            |            |   | 0      | 0     | 0     |       |       |
|  | Internacional | 2             | 2          | 4          |   |        |       |       |       |       |

## Estatísticas

### Artilharia
| Gols | Jogadora              | Equipe         |
| ---- | --------------------- | -------------- |
| 6    | Anna Clara            | Internacional  |
| 6    | Alice Goedert         | Internacional  |
| 6    | Julia Martins Araújo  | Grêmio         |
| 4    | Julia Eduarda Delprat | Santos         |
| 4    | Isa Viana             | Santos         |
| 4    | Berchon               | Internacional  |
| 3    | Amanda Locatelli      | Internacional  |
| 3    | Nathália Santiago     | Minas Brasília |